# Tungnath
Tungnath (IAST: tuņgnāth) é um dos templos de Shiva mais altos do mundo e é o mais alto dos cinco templos do Panch Kedar (panch em hindi significa cinco) localizados no distrito de Rudraprayag, no estado indiano de Uttarakhand. As montanhas Tungnath (significado literal: Senhor dos picos) formam os vales dos rios Mandakini e Alaknanda. Está localizada a uma altitude de 3.680m e logo abaixo do pico de Chandrashila. Possui uma rica lenda ligada aos Pandavas, heróis do épico Mahabharata.
Os templos de Panch Kedar são construídos na arquitetura "Katyuri" dos templos do Himalaia do norte da Índia, sendo que os templos de Kedarnath, Tungnath e Madhyamaheshwar são semelhantes.

## Lenda
De acordo com a história hindu, Shiva e sua esposa, Parvati, residem no Himalaia. Shiva reside no Monte Kailash. Parvati também é chamada de Shailaputri, que significa "Filha da Montanha". Muitas lendas populares relacionadas à região de Garhwal, a Shiva e à criação dos templos Panch Kedar são narradas no épico hindu Mahabharata. Os Pandavas derrotaram e mataram seus primos, os Kauravas, na guerra épica de Kurukshetra. Com o desejo de pagar os pecados de cometer fratricídio (gotra hatya) e Brāhmanahatya (matança de brâmanes - a classe sacerdotal) durante a guerra, eles entregaram o comando do reino a seus parentes e partiram em busca de Shiva e de suas bênçãos. Primeiro, eles foram para a cidade sagrada de Varanasi (Kashi), que se acredita ser a cidade favorita de Shiva e é conhecida por seu Templo Kashi Vishwanath. Porém, Shiva quis evitá-los, pois estava profundamente irritado com a morte e a desonestidade na guerra de Kurukshetra e, assim, insensível às orações dos Pandavas. Por isso, ele assumiu a forma de um touro (Nandi) e se escondeu na região de Garhwal.
De acordo com a mitologia hindu, como não encontraram Shiva em Varanasi, os Pandavas foram para Garhwal, nos Himalaias. Bhima, o segundo dos cinco irmãos Pandava, que estava em pé em cima de duas montanhas, começou a procurar Shiva. Ele viu um touro pastando perto de Guptakashi ("Kashi escondida" - nome derivado do ato de Shiva se esconder ). Bhima imediatamente reconheceu que o touro era Shiva. Bhima agarrou o touro pela cauda e pelas patas traseiras. Mas o Shiva em forma de touro desapareceu no chão para depois reaparecer em partes, com a corcova surgindo em Kedarnath, os braços aparecendo em Tungnath, o rosto aparecendo em Rudranath, o umbigo e o estômago surgindo em Madhyamaheshwar e o cabelo aparecendo em Kalpeshwar. Os Pandavas agradeceram a sua aparição construindo templos nos cinco locais de venerar e adorar Shiva e, assim, foram libertados de suas sinas.
Uma variante da história atribui a Bhima o mérito de não apenas ter capturado o touro, mas também de ter impedido que ele desaparecesse e o touro, dividido em cinco partes, apareceu em cinco locais em Kedar Khand, na região de Garhwal nos Himalaias. Depois de construir os templos em Panch Kedar, os Pandavas meditaram em Kedarnath em busca de salvação, realizaram yagna (sacrifício com fogo) e, por meio do caminho celestial chamado Mahapanth (também chamado Swargarohini), alcançaram o céu ou a salvação.
A lenda também afirma que Rama, o personagem central do Ramaiana, meditava no pico Chandrashila, que fica próximo a Tungnath. Diz-se também que Ravana fez penitência a Shiva, o senhor dos picos, quando residia nesse local.

## Adoração
O sacerdote desse templo é um brâmane local do vilarejo de Makkumath, ao contrário dos outros templos de Kedar, onde os sacerdotes são do sul da Índia, exceto em Tungnath, uma tradição estabelecida pelo vidente hindu do século VIII Adi Xankara. Diz-se também que os brâmanes Maithani do vilarejo de Makkumath atuam como sacerdotes nesse templo. Durante a temporada de inverno, o templo é fechado e a imagem simbólica da divindade e os sacerdotes do templo são transferidos para o templo Markandeshwar, no vilarejo de Makkumath, que fica a 29 km de distância. Ele fica perto de Duggalbitha, 10 km antes de Chopta, em direção a Ukhimath.

## Geografia

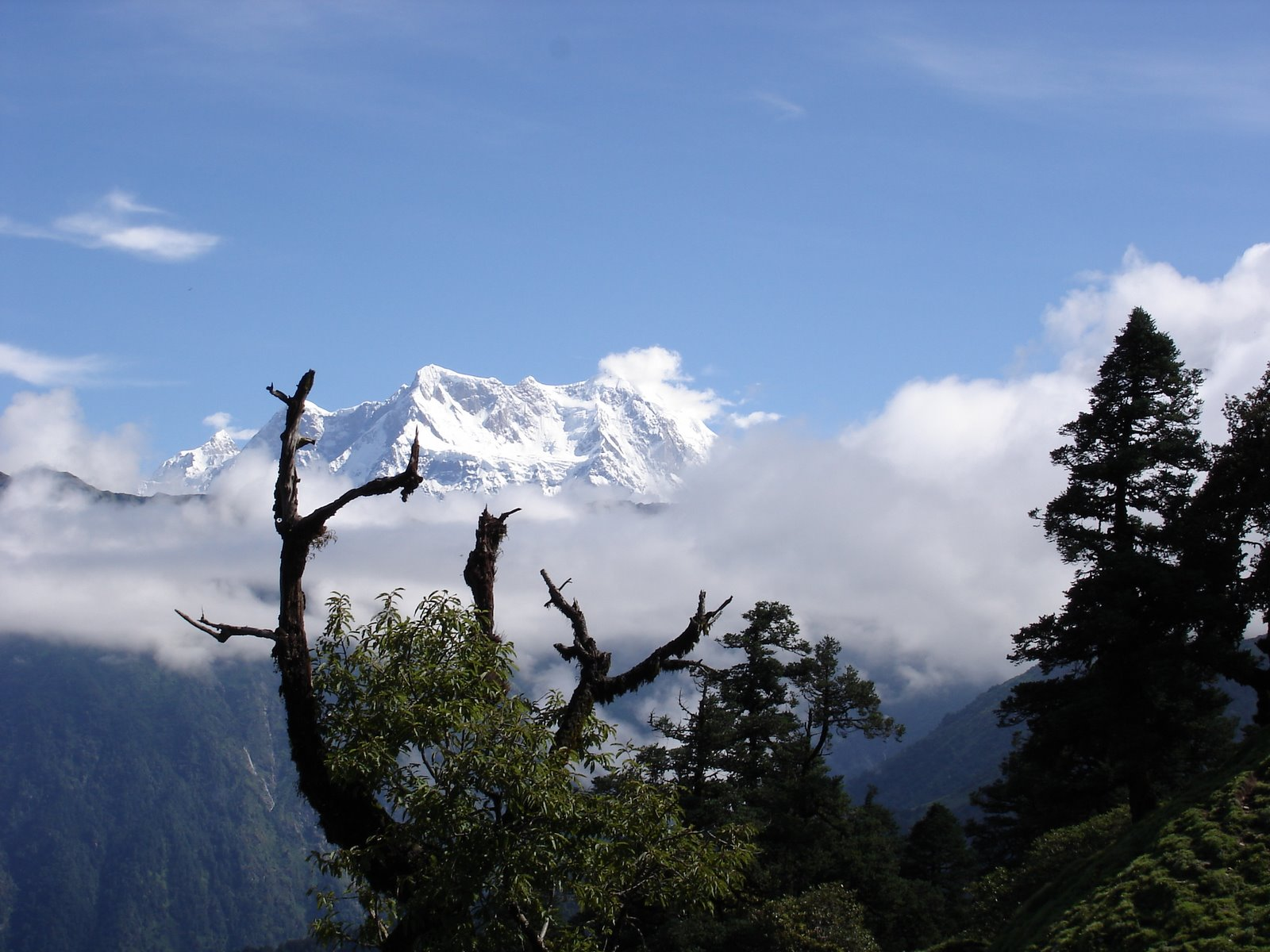
Vista dos Himalaias a partir de Tungnath

Tungnath fica no topo da cordilheira dividindo as águas do rio Mandakini (que nasce em Kedarnath) das águas do rio Alaknanda (que nasce acima de Badrinath). O pico Tungnath nesse cume é a fonte de três nascentes, que formam o rio Akashkamini. O templo fica a cerca de 2 km abaixo do pico Chandrashila (3.680 m). A estrada para Chopta fica logo abaixo desse cume e, portanto, é o caminho mais curto para o trekking até o templo a partir de Chopta, em uma distância de cerca de 5 km.
Do topo do pico de Chandrashila é possível ter uma vista pitoresca da cordilheira dos Himalaias, que inclui os picos nevados de Nanda Devi, Panch Chuli, Banderpoonch, Kedarnath, Chaukhamba e Neelkanth de um lado, e o vale Garhwal do lado oposto. O vale entre Chopta e o templo Tunganath tem colinas arborizadas com ricos prados alpinos com copas de rododendros e também campos agrícolas. Os rododendros, quando estão em plena floração em março, exibem cores deslumbrantes que variam do carmesim ao rosa. Uma estação botânica de alta altitude da Universidade de Garhwal está localizada aqui. Perto do topo do templo, há uma casa de repouso florestal em Dugalibitta, bem em frente à cadeia de colinas de Kedarnath. O Santuário de Vida Selvagem de Kedarnath (Kedarnath Wild Life Sanctuary), também chamado de Santuário de Cervos Almiscarados de Kedarnath (Kedarnath Musk Deer Sanctuary), foi criado em 1972 para preservar os cervos almiscarados em perigo de extinção, que são encontrados na região. O Santuário também tem um centro de criação de cervos almiscarados em Kharchula Kharak, perto de Chopta.

## Clima
O clima é geralmente frio durante todo o ano. Os verões são agradáveis, com temperatura média em torno de 16°C durante o dia. Os invernos são muito frios e a temperatura cai abaixo do ponto de congelamento com muita frequência. A melhor época para visitar o templo é de abril a setembro. Devido a fortes nevascas, o templo Tungnath permanece fechado por cerca de 6 meses durante o inverno.

## Trekking e acesso
A trilha de 5 km começa em Chopta (2 926 m), o local mais próximo na Rodovia Nacional 58 (NH 58). Chopta fica a 23,9 km de Rudraprayag em direção a Karnaprayag e é alcançada a partir de Rishikesh via Devprayag, Srinagar e Rudraprayag. De todas as rotas de trilha do Panch Kedar, a rota para Tungnath é a mais curta: apenas 5 km de Chopta (na estrada Ukhimath-Gopeshwar), que pode ser percorrida em aproximadamente 4 a 5 horas (dependendo da capacidade física da pessoa). A trilha é uma subida íngreme (de 2 926 a 3 459 m), o caminho da trilha é pavimentado com pedras e há bancos em intervalos no trajeto. O caminho é cercado por vistas panorâmicas e flora e fauna cativantes em ambos os lados.
Em geral, a peregrinação a Tunganath é realizada como parte do trekking Panch Kedar, que abrange todos os cinco templos em uma rota de 170 km de extensão de trekking, partindo de Rishikesh na ordem de: Kedarnath, Tungnath, Rudranath, Madhyamaheswar e Kalpeshwar. Os poucos peregrinos que fazem esse percurso de trekking até o santuário, o fazem nos meses de verão (final de abril ou início de maio a outubro), pois o templo permanece coberto de neve e inacessível no inverno. Mas dizem que poucos adeptos vão para a área durante o inverno, evitando os peregrinos. Durante esse período, até mesmo Chopta, a estrada mais próxima, fica deserta. A subida íngreme para Chandarshila é de 2 km.
O aeroporto mais próximo é o Jolly Grant, em Deradum (258 km). A estação de trem mais próxima fica em Rishikesh (241 km).

### Ravana Shila (Montanha Falante)

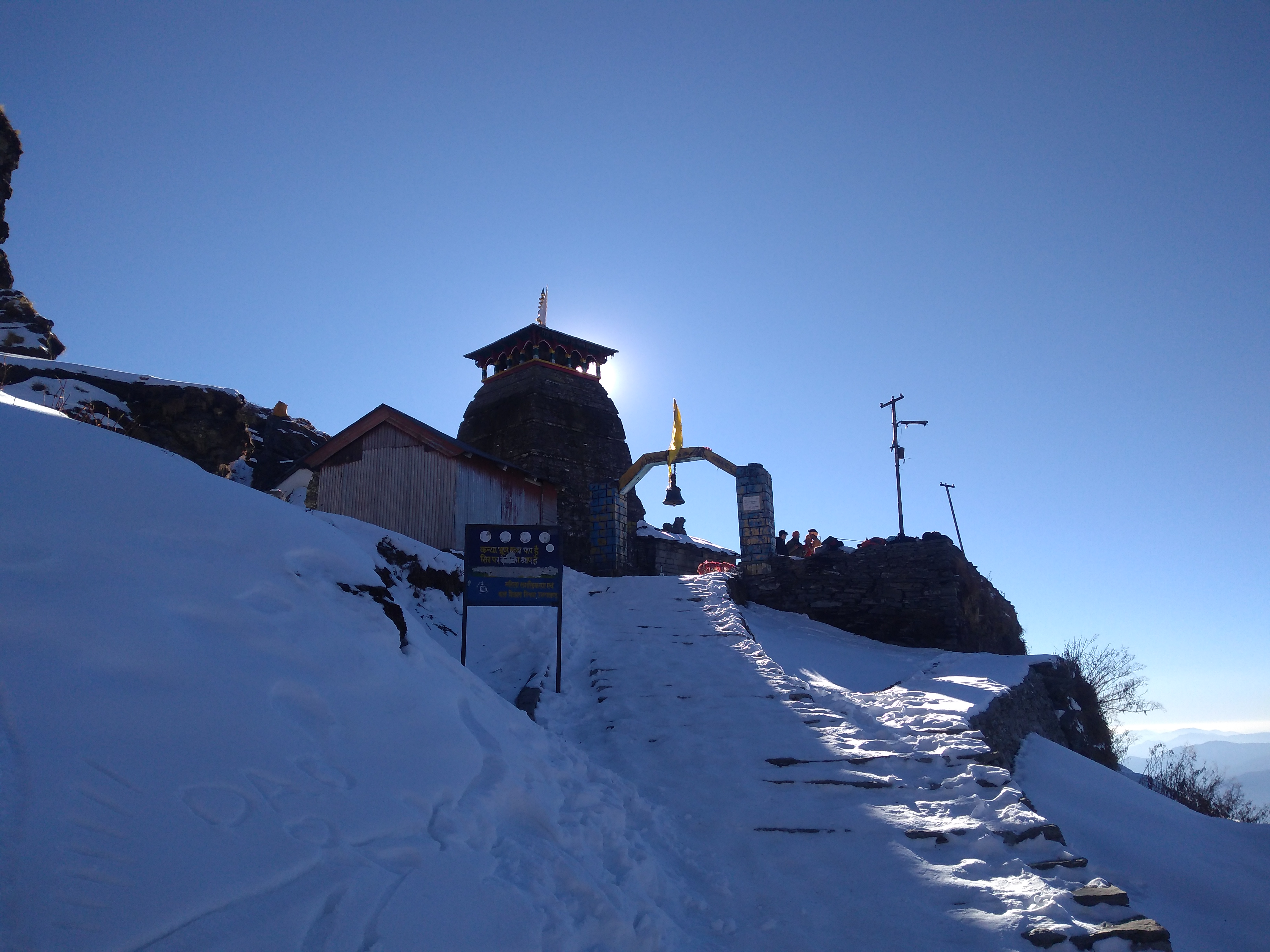
Templo Tungnath no inverno

Ravana Shila fica acima do templo Tungnath, onde há um pequeno templo conhecido como Chandra Shila. O Ravana Shila ou Montanha Falante tem sua própria importância histórica relacionada ao Ramayana. Depois de matar Ravana, Rama foi acusado do pecado de Brahmahatya. Ele então começou a fazer austeridades para Shiva e pediu a Shiva que o libertasse do pecado de matar um brâmane (Ravana). Durante sua penitência, ele construiu o Templo Ramanathaswamy em Rameshwaram, em Tamil Nadu. O templo em Rameshwaram é um dos 12 Jyotirlingas (representação devocional de Shiva).